# YF-102
L'YF-102 est un moteur-fusée à ergols liquides (Kérosène et oxygène liquide) de 85 tonnes de poussée développé par l'Académie de technologie aérospatiale de la propulsion liquide. Dérivé du moteur hypergolique YF-20, il a été utilisé pour la première fois le 2 avril 2023 lors du vol inaugural du lanceur léger Tianlong-2. Trois exemplaires de ce moteur équipaient le 1e étage de cette fusée développée par la société Space Pioneer. Ce moteur est conçu pour être à la fois réallumable et à terme réutilisable. Il est fabriqué en utilisant pour certains éléments la technique de l'impression 3D.

## Historique
La Chine développe dans les années 2010 une large gamme de moteurs-fusées à ergols liquides (YF-100 (ergols : kérosène/oxygène), YF-115 (2e étage, kérosène/oxygène), YF-77 (2e étage, hydrogène/oxygène) utilisant des ergols propres et plus efficaces pour propulser la nouvelle génération de lanceurs mise au point à la même époque : Longue Marche 5, Longue Marche 6 et Longue Marche 7. En 2021, l'Académie de technologie aérospatiale de la propulsion liquide, filiale du conglomérat chinois CASC dévoile lors du salon aéronautique de Zhuhai un nouveau moteur aux caractéristiques redondantes par rapport aux moteurs déjà mis au point. Développant une poussée modulable comprise entre  620 et 835 kN, ce moteur-fusée brûlant un mélange de kérosène et oxygène liquide avec une alimentation reposant sur un cycle générateur de gaz serait dérivé du moteur-fusée hypergolique YF-20 mis en œuvre par la première génération des lanceurs Longue Marche. Six moteurs-fusées auraient au moment de cette annonce été déjà testés sur banc d'essais avec une durée de fonctionnement continue atteignant 200 secondes. Une version réutilisable (YF-102R) est prévue vers 2026.
La société Space Pioneer, fondée en 2015, développe un premier lanceur léger, baptisé Tianlong-2 qui peut placer 2 tonnes sur une orbite basse. Ce lanceur utilise pour la propulsion du premier étage trois YF-102 et pour celle du deuxième étage un unique Tianhuo-11 de 30 tonnes de poussée optimisé pour le fonctionnement dans le vide. Le vol inaugural, qui a lieu le 2 avril 2023 est un succès. Toutefois, le lanceur Tianlong-2 utilise dans sa version définitive sept Tianhuo-11 pour propulser le premier étage.

## Caractéristiques techniques
L'YF-102 est un moteur-fusée à ergols liquides brûlant un mélange de kérosène et d'oxygène liquide dont la poussée est de 835 kilokN au niveau de la mer. L'alimentation utilise un cycle générateur de gaz. Son impulsion spécifique est de 275,5 secondes au niveau de la mer. Il est rallumable plusieurs fois et est conçu pour être réutilisable (prévu vers 2026). La poussée peut être modulée entre 75 et 100 %. La pression dans la chambre de combustion est de 75 bars. Plusieurs composants sont réalisés en impression 3D. L'YF-102 a une hauteur de 2,178 mètres. L'orientation de la poussée peut être modifiée de 6 degrés. Trois moteurs de ce type disposés en triangle et fonctionnant durant 130 secondes sont utilisés pour propulser le premier étage du lanceur léger Tianlong-2 développé par la société privée chinoise Space Pioneer,.